# Bryan Grant

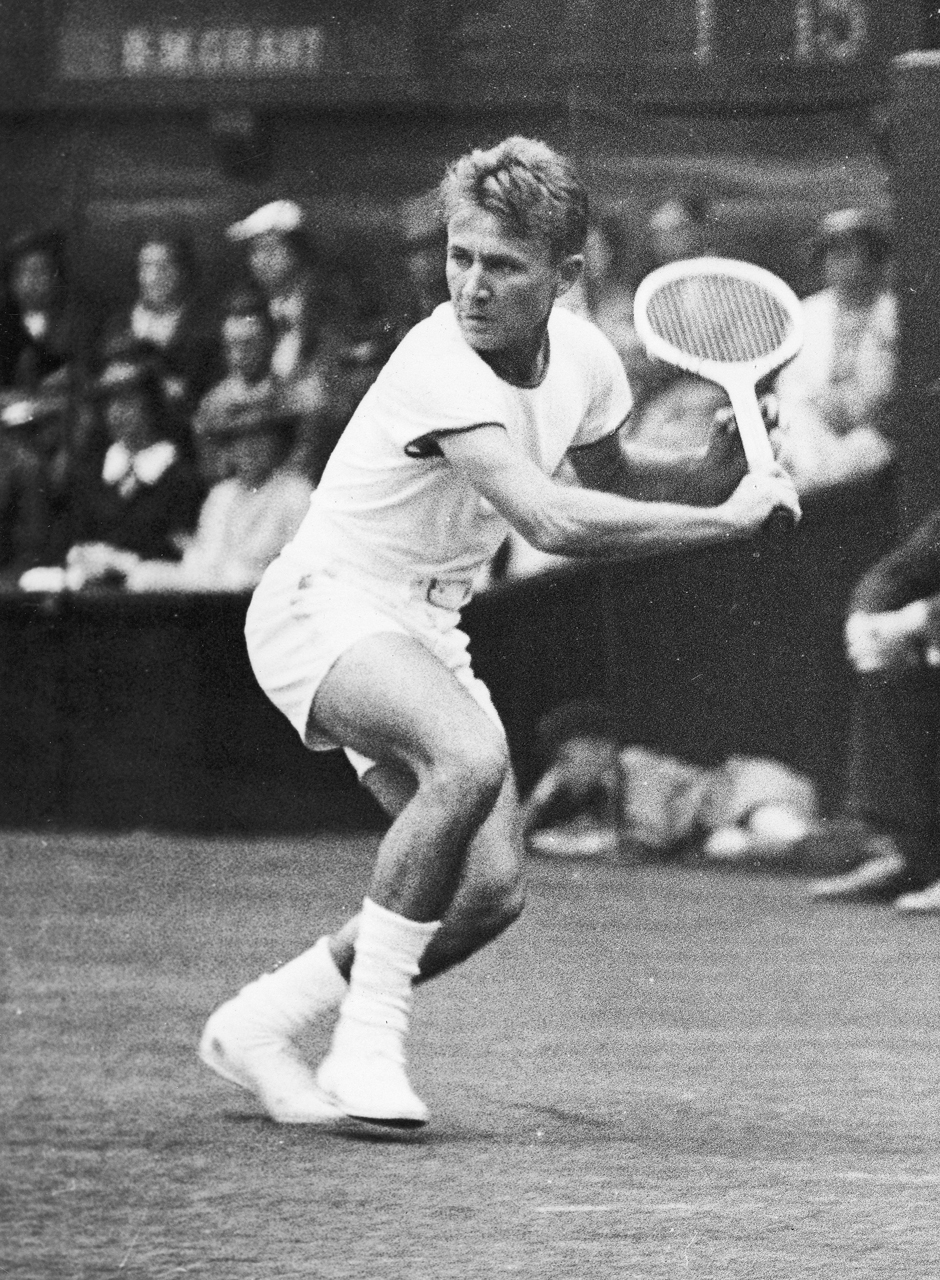
Bryan Grant in 1937

Bryan Morel „Bitsy“ Grant junior (* 25. Dezember 1910 in Atlanta, Georgia; † 5. Juni 1986 ebenda) war ein US-amerikanischer Tennisspieler.
1937 gewann er mit der US-amerikanischen Nationalmannschaft den Davis Cup gegen das Vereinigte Königreich.
Im Jahr 1972 wurde Grant in die International Tennis Hall of Fame aufgenommen.
Am 5. Juni 1986 erlag er in seiner Heimatstadt Atlanta einem Krebsleiden.